# Grottes de Lespugue
Ne pas confondre avec les grottes de Laspugue ou grottes de Labastide ; ni avec l'abri de Lespugue près du village de Saleich (Haute-Garonne), aussi appelé « grotte de Laspugues ».
Les grottes de Lespugue, également dénommées grottes de la Save, sont un ensemble de grottes situées dans les gorges de la Save sur la commune de Lespugue en Haute-Garonne, en Pays Comminges Pyrénées, en région Occitanie, France.
Creusées dans le calcaire, ces grottes ont livré une belle stratigraphie archéologique couvrant la période du Solutréen au Moyen Âge central, et notamment le Gravettien avec son objet-phare, la Vénus de Lespugue de la grotte des Rideaux et, beaucoup moins connue, la Vénus de l'abri des Harpons.
Elles ont pour voisines proches les grottes de Montmaurin, qui participent de la même formation géologique et dont la grotte de la Niche a livré la célèbre « mandibule de Montmaurin » (190 ka - 240 ka). Les deux ensembles de grottes, Montmaurin et Lespugue, sont complémentaires pour ce qui est des époques d'occupation.

## Étymologie
Le nom « Lespugue » dérive du roman « spulga », terme lui-même dérivé du latin « spelunca » qui désigne spécifiquement une « grotte fortifiée ». On peut citer entre autres noms dérivés l'« abri de Lespugue » ou « grotte de Laspugues » dans la montagne de l'Estelas, près du village de Saleich (Haute-Garonne) ; la « grotte des Espélugues » à Lourdes ; les « grottes de Laspugue » dans l'Aude ; le « Tuto de la Spugo » à Engomer (Ariège), « puits de Laspone » à Régades (Haute-Garonne).

## Situation
Les grottes de Lespugue sont dans le sud de la Haute-Garonne à 92 km au sud-ouest de Toulouse, 66 km à l'est de Tarbes, 20 km au nord-ouest de Saint-Gaudens, sur la limite nord-ouest de la commune de Lespugue et la limite nord-est de celle de Montmaurin.
Elles sont incluses dans un espace de quelque 3 km2 allant de la Seygouade (dont les grottes de Montmaurin) à la Save, dans une zone karstique qui, semble-t-il, n'a pas subi de lessivage (tout au moins pas de lessivage généralisé) et qui, selon la préhistorienne Isaure Gratacos, renferme « tous les restes de tous les âges ». Les grottes de Montmaurin sont à moins de 3 km au sud-ouest, en bordure ouest et nord-ouest de la commune voisine Montmaurin et de cette zone privilégiée.
La zone située en amont du confluent de la Save et de la Seygouade est « un foyer d'une richesse peu commune pour la recherche préhistorique ». Pour plus de détails sur l'interfluve Save / Seygouade et ses richesses naturelles, préhistoriques et historiques, voir l'article « Grottes de Montmaurin », section « Situation ».
Point important en regard des échanges et / ou de la mobilité des individus et des groupes, l'endroit est à distance à peu près égale de l'Atlantique à l'ouest (golfe de Gascogne, 180 km) et de la Méditerranée à l'est (golfe du Lion, 198 km),.
Plus proches, on trouve les sites d'Aurignac (20 km à l'est),
la grotte de Marsoulas (38 km au sud-est) ; dans les Hautes-Pyrénées se trouvent les sites
du Moulin (Troubat, 40 km au sud),
de Gargas (30 km au sud-ouest),
de Labastide (40 km au sud-ouest)…

## Répartition des grottes et abris
Situées en rive droite (côté est) des gorges de la Save (affluent de la Garonne) empruntées par la petite route départementale D 9g, elles se trouvent sur une façade calcaire dans laquelle elles forment un ensemble sur plusieurs étages, surmonté par le château de Lespugue à l'étage supérieur. La plupart d'entre elles s'ouvrent vers le nord-ouest.
D'amont en aval on trouve, sur la rive droite (côté est) sauf mention contraire :
- grotte des Scilles[13], environ 650 m en aval du moulin de Notre-Dame[8],[n 1] ;
- une grotte indiquée sur la carte IGN, sans nom, environ 150 m en aval de la grotte des Scilles[8] ;

puis environ 650 m en aval de la grotte des Scilles :
- grotte de Cahuzère I et II, en rive gauche (donc sur Montmaurin)[13] ;

et peu après en face, cinq grottes groupées en rive droite sur environ 250 m :
- grotte de la Vierge ;
- abri Sous-les-Rideaux ;
- grotte des Rideaux[13], à l'étage moyen[12] ;
- grotte du Chien, immédiatement en contrebas des Rideaux[12] ;
- abri du Bœuf ;

ensuite, plus en aval :
- un abri sans nom en rive gauche[13], environ 450 m après l'abri du Bœuf[8] ;
- abri des Harpons[13], un peu plus de 500 m après l'abri du Bœuf[8] et environ 200 m avant le pont de Gouërris[14] ;
- grotte de Gouërris, la seule de ces cavités qui ne se trouve pas le long de la D 9g mais près de la D 9 après la sortie des gorges[13], en face du moulin de Gouërris[8].

La carte IGN indique aussi une grotte en rive droite à peu près en face de l'abri sans nom.
En rive gauche, entre la grotte de Cahuzère et l'abri sans nom mais beaucoup plus haut sur le plateau donc au-dessus des gorges de la Save, se trouvent la grotte de Bacuran et le gisement de la Terrasse de Bacuran.

## Géologie
Du point de vue géologique, les grottes de Lespugue sont à la limite de la plaine d'Aquitaine et des Pyrénées, à l'extrémité ouest des Petites Pyrénées, sur « la dernière ride nord-pyrénéenne calcaire ». Le « front des Petites Pyrénées » est ici affecté par le « décrochement de Lespugue », une structure qui a contribué à la formation des gorges de la Save et de la Seygouade.
Cailhol et al.   (2019) précise que le dôme de Lespugue-Montmaurin, sur lequel est sis Montmaurin voisin des grottes de Lespugue, est un brachy-anticlinal
qui résulte de la poussée du chevauchement frontal nord-pyrénéen et s'allonge dans la direction sud-ouest / nord-est sur 5 km,. Ce brachy-anticlinal est un prolongement de l'anticlinal du massif du Plantaurel, constitué selon M. Delpoux   (2014) de couches de calcaires à algues et milioles dano-montiens, c'est-à-dire des calcaires micritiques durs de 110 à 140 m d'épaisseur. Ces calcaires sonr nomenclaturés « e1 » (en rouge brique) sur la carte géologique,. 

Le brachy-anticlinal est entouré des molasses du bassin aquitain, excepté au sud-ouest où il touche au cône de déjection du plateau de Lannemezan, où la Save prend source. Il fait partie de la zone sous-pyrénéenne.
La Garonne et ses affluents ont édifié cinq terrasses alluviales, corrélées avec les glaciations du Quaternaire et connues sous les appellations de « nappe culminante » (Donau), « haute terrasse » (Günz), « moyenne terrasse » (Mindel), « basse terrasse » (Riss) et « basses plaines » (Würm). La série de gisements paléontologiques et archéologiques du massif de Montmaurin-Lespugue est le seul ensemble préhistorique de l'Aquitaine garonnaise qui couvre l'ensemble de ce vaste système : les cinq nappes régionales se retrouvent dans les gorges de la Seygouade et la carte géologique les montre également dans les gorges de la Save.
Sur le massif de Montmaurin-Lespugue, les terrasses de Bacuran et du Bec participent de la moyenne terrasse ainsi que les graviers fluviatiles apparus au sommet du front de taille des carrières de Coupe-Gorge.

## Découvertes, explorations et études
L'abbé Couret publie en 1891 trois pages sur les grottes de Montmaurin et de Lespugue. C'est la seule littérature mentionnant les grottes de la Save avant les publications de Saint-Périer.
René de Saint-Périer (1877-1950) et son épouse Suzanne (1890–1978)
En 1911 le comte Joseph de Fraguier attire l'attention de Saint-Périer sur les grottes de la Save. Saint-Périer y vient pour la première fois en août 1911 et fait une première série de fouilles intensives dans les grottes de Lespugue de 1911 à 1914, commençant par un sondage dans la grotte des Rideaux. En mars 1912 il fouille la grotte des Bœufs, s'étant entre-temps assuré l'exclusivité des fouilles par un bail passé avec la mairie de Lespugue. En 1914 il est aussi aux grottes de Montmaurin. Ses fouilles sont interrompues par la première guerre mondiale. il revient à Lespugue dans les années 1920 avec sa femme Suzanne, qui a fait des études supérieures en lettres, histoire et arts. Ils découvrent la fameuse vénus gravettienne de Lespugue dans la grotte des Rideaux en 1922 et poursuivent assidûment les fouilles dans les environs. À partir de 1928, ils sont occupés par la fouille du site d'Isturitz mais reviennent sporadiquement fouiller dans les gorges de la Save jusqu'en 1937. Saint-Périer donne vingt-cinq publications sur diverses grottes de Lespugue entre 1911 et 1933.
Louis Méroc
Méroc reprend les fouilles des environs à partir de 1946, principalement aux grottes de Montmaurin mais aussi vers les gorges de la Save (Bacuran, les Harpons…) sur Lespugue.
Études récentes
D'autres programmes de recherche (fouille et reprise des collections anciennes) se succèdent ensuite depuis les années 1960 jusqu'à aujourd'hui.
En 1989 Michel Allard publie son inventaire de la collection Saint-Périer appartenant à la municipalité de Lespugue, et en 1993 il publie en collaboration avec Marc Jarry l'inventaire de la collection Saint-Périer du musée de Saint-Gaudens (cette collection Saint-Périer inclut des pièces provenant d'autres sites préhistoriques, notamment celui d'Isturitz).
À partir de 2012 une équipe composée de Sylvain Ducasse, Caroline Renard, Jean-Marc Pétillon, Sandrine Costamagno, Pascal Foucher, Cristina San Juan-Foucher et Solène Caux travaille en sur les collections éparses de l'abri des Harpons.

## Occupation des lieux
Dans les environs, les premières grottes occupées sont celles de Montmaurin toutes proches, où les plus anciens vestiges humains remontent à l'Acheuléen dont la mandibule de Montmaurin et d'autres restes humains. Vers le Würm IV, dernière phase de glaciation, l'occupation se déplace sur les grottes de la Save, mieux protégées malgré leur orientation vers le nord-ouest pour la plupart ; à cette époque la plupart des grottes sont occupées à l'intérieur, contrairement aux foyers solutréens des Harpons.
L'abri des Harpons est occupé du Solutréen à l'Azilien et inclut toutes les périodes du Magdalénien ; le seul site comparable pour une telle série stratigraphique est la grotte de Troubat dans les Hautes-Pyrénées.

### Gravettien
Le Gravettien se trouve à la grotte des Rideaux.

### Solutréen
Le Solutréen se trouve dans la grotte des Ours et dans l'abri des Harpons (niveau D, Solutréen supérieur pour les Harpons,).

### Badegoulien
Le Badegoulien se trouve dans le niveau D de l'abri des Harpons.

### Magdalénien
Le Magdalénien supérieur (V et VI) se trouve dans l'abri des Harpons (niveau A),, la grotte de Gouërris (niveau B), et dans une cavité en rive gauche de la Save explorée par Saint-Périer,.
Le Magdalénien moyen (IV) est principalement dans la grotte des Bœufs (Magdalénien III et IV), à Gouërris (première couche C) et aux Harpons (niveau B). Il est aussi présent aux Scilles (niveau A, Magdalénien III à V selon Stordeur-Yedid (1979)) mais Bahn indique que l'occupation des Scilles à cette période a vraisemblablement été de courte durée car le remplissage avait atteint une trop grande hauteur pour occuper le lieu confortablement sur une longue durée.

### Azilien
L'Azilien se trouve dans l'abri des Harpons (niveau B) et dans la grotte de Gouërris (niveau B).

### Laborien
Le Laborien se trouve dans la grotte de Gouërris (niveau B).

### Néolithique récent
Le Néolithique récent est dans la grotte de Gouërris (niveau A),.

### Du Bronze au Moyen Âge
L'Âge du bronze, l'Antiquité, le haut Moyen Âge et le Moyen Âge central se trouvent dans l'abri Sous-les-Rideaux. La grotte des Ours a des vestiges de l'âge du bronze. La grotte de la Vierge a livré une tasse du premier âge du fer et l'abri des Harpons une pointe de flèche en bronze de la même période.

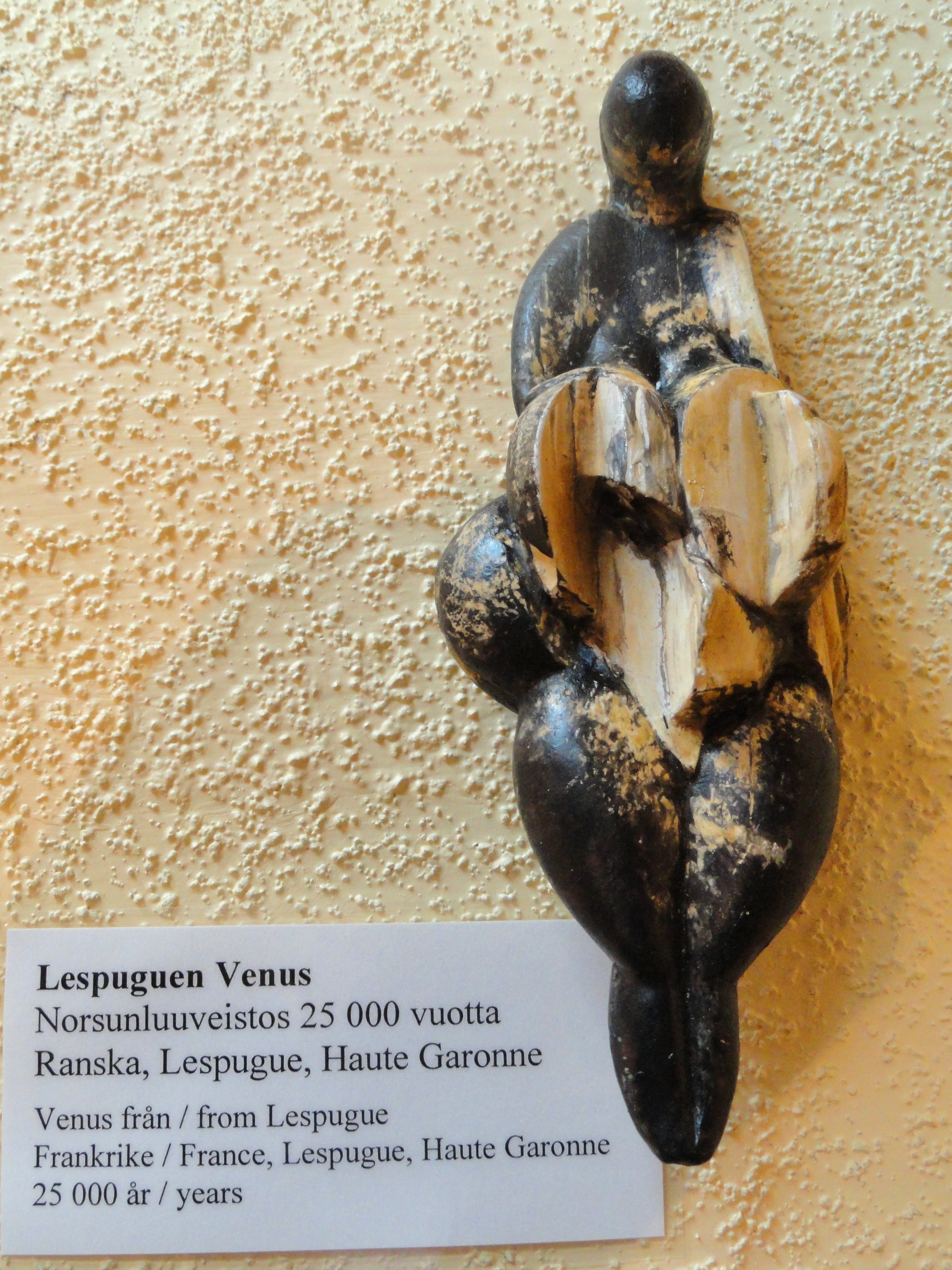
Réplique de la Vénus de Lespugue en état lors de sa découverte. Arppeanum, Helsinki, Finlande.

## Matériel recueilli
La Vénus de Lespugue aux Rideaux

Concernant l'ère préhistorique, la trouvaille archéologique la plus importante est la Vénus de Lespugue. Assurément une des plus célèbres représentations féminines de la Préhistoire, elle a été découverte en 1922 par René et Suzanne de Saint-Périer dans la grotte des Rideaux. La statuette est sculptée dans l'ivoire de mammouth ; elle mesure une quinzaine de centimètres de haut. Comme plusieurs autres Vénus paléolithiques, elle est stéatomère (et non stéatopyge comme il est souvent dit) : ses fesses (de même que ses seins) sont exagérément développés mais sur les côtés et non à l’arrière. Elle est datée du Gravettien moyen, soit environ 25 000 ans avant le présent. Conservée au Musée de l'Homme à Paris, une copie est exposée au musée de Montmaurin et de Lespugue et plusieurs copies sont dans des musées étrangers.
Une autre « Vénus » aux Harpons

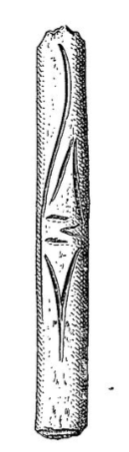
Vénus des Harpons.

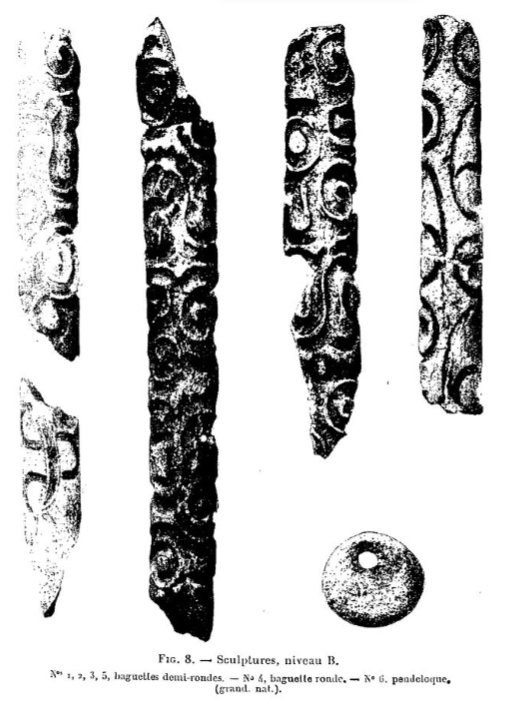
Baguettes de l'abri des Harpons, niveau B.

L'abri des Harpons a livré une autre figure féminine dans un style très différent de celui de sa célèbre consœur des Rideaux. Celle des Harpons est gravée sur une baguette en bois de renne. Pour plus de détails, voir l'article « Abri des Harpons », section « Vénus magdalénienne sur baguette ».
Représentation de tête d'ours de face
L'abri des Harpons a livré une gravure sur os d'une tête d'ours vue de face. C'est l'une des sept représentations d'ours en vue frontale connues dans les Pyrénées (avec les grottes de Gourdan, de Lortet, de Belvis, du Mas d'Azil, de Massat et d'Isturitz.
Représentations de poissons
La grotte des Bœufs a livré une tablette sculptée d'une représentation de sole,,, une espèce étrangère au biotope du site.
Le chevesne et le brochet sont également représentés dans l'art des grottes de la Save ; mais pas les salmonidés, ce qui fait exception car les sites ayant livré plus d'une représentation de poissons incluent tous un salmonidé, sauf Lespugue et Saint-Michel.
Représentations de serpents
La grotte des Rideaux a fourni une côte gravée de trois serpents.
Les représentations de serpents sont aussi rares que celles d'insectes et d'amphibiens dans le bestiaire des œuvres d'art du Paléolithique ; en 1927 seulement trois sites sont connus pour en avoir livré : grotte de l'Éléphant à Gourdan (Haute-Garonne), grotte de Lortet (Hautes-Pyrénées), la Madeleine (Dordogne) et Montgaudier (Charente), et peut-être une petite sculpture en ronde-bosse magdalénienne de la grotte du Mas d'Azil (Ariège).
Les coquillages
Sont présentes dans différents sites de Lespugue trois espèces exclusivement méditerranéennes, deux espèces exclusivement atlantiques et trois espèces communes aux deux mers :
- Pectunculus violacescens (Lam.)[n 4] (Méditerranée) : aux Rideaux ;
- Purpura lapillus (L.)[n 5] (commune aux deux mers) : aux Rideaux ;
- Cypraea (nom courant : « Porcelaines »), d'espèce indéterminable : aux Rideaux ;
- Cyprea lurida (L.)[n 6] (Méditerranée) : aux Rideaux, et dans la petite grotte située en face de l'abri de la paroi sud (la coquille montre encore des traces de peinture à l'ocre) ;
- Pecten jacobaeus (L.) (abondant dans la Méditerranée, à peu près inconnu dans l'Atlantique) : dans l'abri sous roche de la paroi sud du ravin ;
- Pecten maximus (L.) (très abondant dans l'Atlantique, n'existe pas dans la Méditerranée) : dans la petite grotte située en face de l'abri de la paroi sud ;
- Nassa reticulata (L.) (Atlantique) : dans la petite grotte située en face de l'abri de la paroi sud ;
- Turritella communis (L.). (commune aux deux mers) : aux Bœufs, et dans la petite grotte située en face de l'abri de la paroi sud ;
- Dentalium, d'espèce indéterminable : dans la petite grotte située en face de l'abri de la paroi sud[11].

Autres baguettes décorées
L'abri des Harpons a livré un ensemble de baguettes. L'une d'elles, une baguette demi-ronde au décor spiralé en relief, est un objet que l'on rencontre exclusivement dans une zone large d'environ 150 km allant d'Isturitz à Lespugue, c'est-à-dire la partie occidentale des Pyrénées.
Lampes
Bastin (1945) cite quatre lampes magdaléniennes aux grottes de la Save : deux de l'abri des Harpons, une de la grotte de Gouërris et une, ornée, de la grotte des Scilles ; cette dernière fait partie des plus grandes lampes connues, avec 19 cm dans sa plus grande dimension. Mais il semble que les Harpons n'en ont fourni qu'une seule.

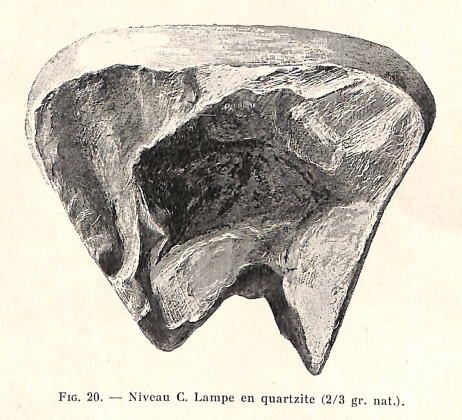
Lampe en quartzite, grotte de Gouërris.

Aiguilles
Des aiguilles ont été retrouvées dans l'abri des Harpons, la grotte des Scilles (9 aiguilles dont deux complètes), la grotte de Gouërris et la grotte des Ours pour le niveau Magdalénien (de Magdalénien III à V) et dans Gouërris et les Harpons pour le niveau azilien.
Intaille gallo-romaine
L'abri Sous-les-Rideaux a livré une intaille gallo-romaine figurant un personnage associé au culte de Mithra ; à la date de sa découverte (vers 1999), cette iconographie est inconnue dans la région.

### Les collections
Après être restée au département de Paléontologie du musée national d'histoire naturelle depuis avant 1924, la vénus de Lespugue est maintenant au Musée de l'Homme (département Anthropologie, no 38-189),.
Le musée des antiquités nationales de Saint-Germain-en-Laye possède une cinquantaine de pièces lithiques de la grotte des Rideaux, pièces peu significatives sauf pour sept burins de Noailles et une lame appointée avec des retouches plates solutréennes sur sa face intérieure.

## Grotte des Rideaux
Occupée au Gravettien et au Magdalénien ancien, elle a livré à Saint-Périer la vénus de Lespugue en 1922 ainsi que trois coquilles marines perforées (échanges avec les régions marines) et une côte perforée gravée de trois serpents, dont les représentations sont aussi rares que celle d'insectes et d'amphibiens dans le bestiaire des œuvres d'art préhistoriques.

## Grotte des Scilles
La grotte des Scilles est la première en amont sur la route D9g dans la gorge.
Occupée principalement pendant le Magdalénien inférieur Aquitain (III) et l'Azilien, c'est aussi l'une des rares séquences stratigraphiques solutréennes connues (en 2003) dans le piémont pyrénéen.
Elle a livré un four enterré (similaire au four polynésien), des structures en contexte Paléolithique remarquées en premier dans la grotte des Fées (Prignac-et-Marcamps, Gironde) et ici à la grotte des Scilles.
Elle a aussi fourni entre autres outillage magdalénien des pointes de sagaies de type Lussac-Angles qui témoignent des relations entre le nord de l'Aquitaine et les régions méridionales, une lampe en grès presque complète, des aiguilles à chas dans le niveau B Magdalénien III ou IV ; ce dernier outil est également présent dans le niveau azilien de la grotte.

## Abri des Harpons
Ne pas confondre avec la grotte des Harpons à Cabrerets, Lot.

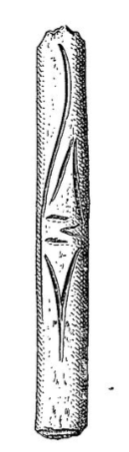
Vénus des Harpons.

Situé à environ 200 m en amont du pont de Gouërris,,,, l'abri des Harpons a été occupé principalement pendant le Solutréen, le Magdalénien et peut-être l'Azilien.
La collection Saint-Périer provenant des Harpons inclut plusieurs baguettes décorées, dont l'une avec une Vénus magdalénienne sur bois de renne ; une lampe, des aiguilles à chas, quelques rares pointes à base concave (le nombre de ces pointes se raréfie en allant vers l'est le long de la côte cantabrique).

## Grotte de Gouërris
La grotte de Gouërris est occupée au Magdalénien (niveau C), à l'Azilien (couche B) et au Chalcolithique ou « Âge du cuivre » (niveau A). La couche B inclut du matériel rappelant le Laborien. Gouërris et Manirac (Lectoure, Gers) présentent les occupations laboriennes les plus distinctes.
Le niveau magdalénien a livré une lampe faite d'un galet grossièrement évidé,.

## Grotte des Bœufs
Son nom en patois gascon est Bouèous.

### Situation, description
Elle se trouve à 200 m en aval de la grotte des Rideaux,,.

### Industrie lithique
Le Magdalénien III ou IV de la grotte des Bœufs a fourni des bâtons percés, des sagaies à biseau simple ou double, parfois strié.

### Mobilier
La grotte des Bœufs a livré le 28 mars 1912 (premier jour des fouilles de Saint-Périer) une tablette sculptée et profilée pour représenter une sole probable. Le poisson est marqué par une ligne longitudinale qui représente la colonne vertébrale du poisson qui est ici dépeint « en transparence » (de même que dans l'art des aborigènes d'Australie),. Cette espèce marine, extérieure au biotope du site, contribue à démontrer l'importance des réseaux d'échange et/ou la mobilité des groupes humains de l'époque.

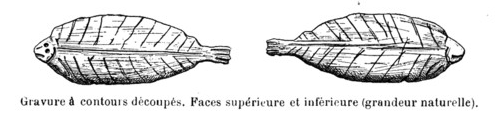
Gravure de sole probable, contour découpé.

Saint-Périer y trouve également, juste à côté de la sole découpée, un fragment osseux portant l'esquisse d'un bovidé

Aiguilles à chas
Le niveau Magdalénien III ou IV de la grotte des Bœufs a livré à R. de Saint-Périer plusieurs « aiguilles à chas perforé », dont une aiguille très petite réparée.

## Grotte des Ours

### Situation, description
La grotte des Ours, ou « grotte murée », est à la même hauteur que la grotte des Rideaux, à l'étage moyen de la falaise. Elle s'ouvre vers le nord,.
Elle a été fortifiée au Moyen Âge.

### Historique
fouillée par Saint-Périer
dans
RL. "René de Poilloüe de Saint-Périer (1877-1950)." Revue Archéologique (janvier-juin 1953)
Sixième Série, T. 41, pp. 87-91
R. Simonnet a trouvé une pointe de Montaut dans les déblais des fouilles anciennes.

## Grotte de Bacuran
Bacuran est la plus riche des stations acheuléennes de surface découvertes dans la moyenne terrasse. Prospectée par L. Méroc, elle a livré de l'Acheuléen supérieur.

### Situation, description
Bacuran et le gisement de la Terrasse de Bacuran sont à une cinquantaine de mètres au-dessus de la Save, en rive gauche, entre la grotte de Cahuzère et l'« abri sans nom »,.
Elle descend à une profondeur de 15 m, pour une longueur maximum d'environ 35 m.

### Historique
Méroc trouve dès le début de ses fouilles dans les environs une formation alluviale étalée autour de la ferme éponyme, dans laquelle il fait une récolte abondante de silex et de quartzites taillés des Paléolithiques inférieur et moyen. Quant aux pierres taillées qu'il trouve sur le sol de la grotte de Bacuran, il pense qu'elles sont « venues accidentellement de la terrasse alluviale au niveau de laquelle débouche la caverne ».

## Abri Sous-les-Rideaux
L'abri Sous-les-Rideaux se trouve au niveau inférieur des grottes, dans la troisième barre calcaire du système étage des gorges de la Save, juste en contrebas de cette grotte.
Son remplissage couvre tout l'âge du bronze (Chalcolithique, niveau 7), avec une occupation particulièrement intense au Bronze ancien et moyen. Elle se prolonge dans l'âge du fer et jusqu'au Moyen Âge. Les niveaux 4, 5 et 6 datent de l'âge du fer, livrant foyers, vestiges osseux et un matériel archéologique abondant. Le niveau 2, très remanié lors des occupations médiévales, a livré du matériel de l'Antiquité tardive daté des années 370-450. Des remblais du Moyen Âge central et haut Moyen Âge recouvrent le tout,.

## Abri sans nom en rive gauche
Cet « abri sans nom », occupé au Magdalénien, est en rive gauche. D'après Cailhol (2019) il est à environ 450 m en aval de l'abri du Bœuf, ; mais la description de Saint-Périer le situe soit en face de la grotte des Scilles, soit environ 400 m en aval de ce point.
Saint-Périer, qui le fouille en 2012, le décrit ainsi : « [...] une saillie rocheuse, haute de 30 mètres environ, s'avance jusqu'au lit de la Save, qui baigne son pied, interrompant le sentier et barrant son passage. Complètement dénudée, la roche a été creusée à sa partie inférieure et moyenne par l'érosion des eaux sauvages, au moment de la formation de la gorge, et sa base offre une dépression demi-circulaire de 10 mètres de circonférence, véritable abri naturel que les magdaléniens ont utilisé. Au sommet de la falaise, une corniche rocheuse surplombe de deux mètres seulement le demi-cercle inférieur qu'elle garantit, assez faiblement, contre les pluies verticales. Ce point, ainsi protégé, présente un sol en partie dégarni, qui en rend la fouille plus aisée. L'abri se trouve à quelques mètres seulement de la rivière, élevé de 5 mètres au-dessus de son cours, par une berge à pente rapide. ». C'est le seul endroit en rive gauche orienté au Sud entre la passerelle de Bacuran et le moulin de Gouërris.
Il y trouve peu de matériel, ce qu'il attribue au régime des crues importantes en saison qui ont régulièrement inondé l'abri, ne permettant qu'une occupation éphémère et emportant une bonne partie du matériel archéologique.
Stratigraphie
Sous une couche de 50 cm de terre humifère archéologiquement stérile, il y trouve une couche noire de 50 à 60 cm d'épaisseur, ininterrompue, contenant des cendres et des charbons mélangés à des os brisés assez abondants et des éclats de taille de silex. En dessous, se trouve un lit de gros gravier et de petits galets roulés de 25 à 30 cm d'épaisseur, lui aussi stérile et qui repose directement sur la roche. Il attribue cette couche à des dépôts par la Save, à une époque où son niveau était plus élevé qu'à présent.
Faune
Les os brisés (débris de cuisine) de la couche noire du foyer incluent des dents et des vestiges osseux de cheval, renne, bovidé (espèce indéterminable), chamois et renard - donc une faune de climat froid.
Outillage lithique
L'outillage lithique, en silex, inclut quelques petites lames (la plus grande n'atteint que 8 cm de longueur), étroites, rectilignes, non retouchées, de type magdalénien ; des grattoirs épais, retouchés sur des lames irrégulières et larges, mais à leur extrémité seulement ; également des grattoirs caractéristiques du magdalénien, à retouches plus fines, sur des extrémités de lames minces et étroites qui devaient être allongées (les pièces recueillies sont fragmentées). 

Les burins, de petites dimensions, montrent des formes anciennes associées à des types plus récents : l'un d'entre eux, retouché sur une large lame mince à troncature oblique concave, rappelle certains types qui, selon Saint-Périer, apparaissent dès le solutréen ; de même pour un petit burin busqué dont l'un des pans est taillé à facettes multiples. D'autres sont des burins d'angle ou en bec-de-flûte, plus franchement magdaléniens. 

L'outillage comprend aussi quelques perçoirs très finement retouchés, et plusieurs petites lames à dos abattu typiques des gisements magdaléniens.
Le silex étant rare dans les environs, celui utilisé est importé de plusieurs origines. Il s'en trouve du jaspoïde, du noir ou du calcédonieux. Les pièces recueillies ici sont de petites dimensions.

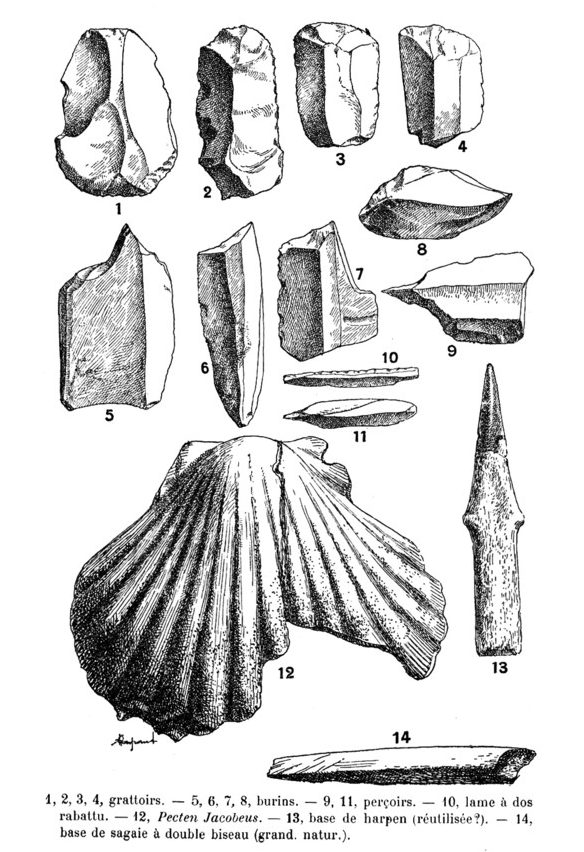
Artefacts de l'« abri sans nom ».

Le grand nombre d'éclats de débitage et de taille indique une fabrication sur place des outils, mais le matériel n'inclut ni nucléus ni percuteurs.
La couche noire a aussi livré une trentaine de gros galets de quartzite venant du lit de la Save et apportés sur place par les occupants ; ces galets ne montrent aucune marque d'utilisation comme percuteurs et servaient probablement à briser les os pour en extraire la moelle.
Industrie osseuse
Le matériel osseux s'est très mal conservé dans cet abri peu protégé. Il inclut des sagaies pour la plupart fragmentées, à base en bec-de-flûte et à double biseau.
Mais une de ces pièces, en corne de renne probablement, est intére- sante. Elle constitue une base de harpon brisé. Longue de 70 millimètres, la cassure est ancienne et nelte ; l'extrémité pointue qui forme la base inférieure de l'arme est extrêmement aigûe et polie. Elle forme une pointe si acérée qu'il semble que la base du harpon ait pu être utilisée, après sa brisure, pour former une arme nouvelle, en engageant la tige dans une baguette de bois. Ce n'est là qu'une hypothèse, car cette réutilisation d'un fragment de harpon ne peut être que tout à fait accidentelle; mais, présentée ainsi, cette pointe constitue une arme assez efficace pour que les magdaléniens aient pu ne pas en négliger l'usage.
Parure
une grosse coquille de Pecten jacobaeus (la classique coquille Saint-Jacques) a été amenée depuis le littoral (probablement méditerranéen, où cette espèce est courante). L'oreillette droite de la coquille porte un trou de suspension.
Une autre grotte-abri non mentionnée ?
Saint-Périer mentionne une « petite grotte encore inédite, mais très voisine, comme industrie, de l'abri sous roche et qui est située en face de celui-ci, sur l'autre rive de la Save ».
La seule cavité dont la situation corresponde et qui soit mentionnée dans la littérature est l’abri des Harpons.

## Grotte de Gahuzère

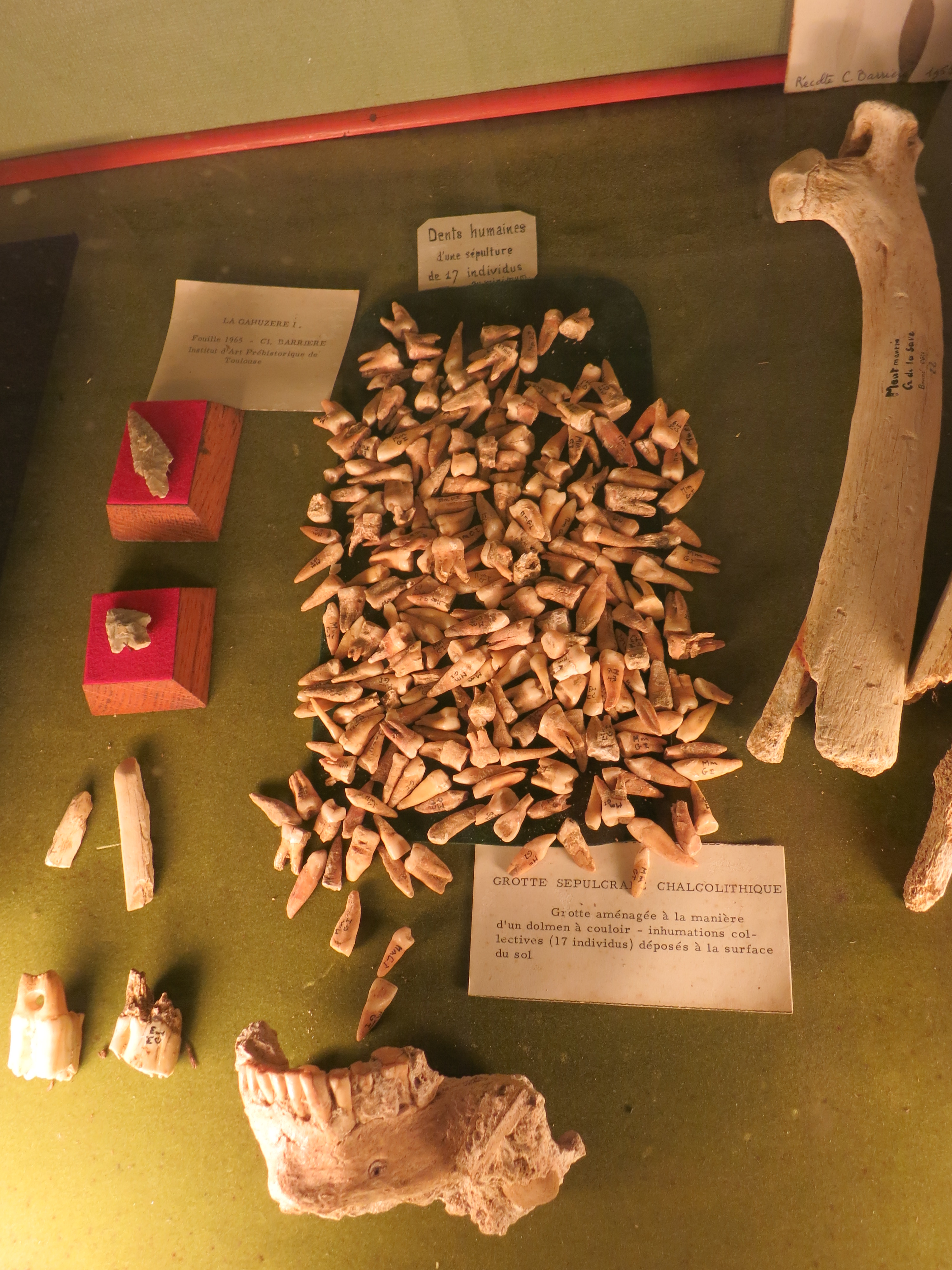
Vestiges de GahuzèreCollection de dents d'au moins 17 individus.
En haut à gauche : deux pointes à pédoncule.

Le nom est généralement orthographié « Gahuzère »,, ; Cailhol et al. 2019 donnent également l'orthographe « Cahuzère ».
Elle se trouve en rive gauche de la Save (donc sur la commune de Montmaurin), environ 650 m en aval de la grotte des Scilles.
Deux grottes sont citées : Gahuzère I et II.

### Gahuzère I
Dans Gahuzère I ont eu lieu une ou des inhumations, qui ont livré un poignard en silex et deux pointes à pédoncule dont une à ailerons, également en silex en plaquette (Barrière 1968 ; Rouquerol 2004). Cette grotte a également livré une pointe du Châtelperronien et des objets aurignaciens,,.

### Gahuzère II
Gahuzère 2 est en contrebas de Gahuzère I. Cette cavité est ouverte plein sud et a de nos jours plusieurs départs de voûte, certains entièrement comblés. Les sondages en automne 2001, incomplets, ont cependant mis au jour à 80 cm de profondeur un niveau cendreux contenant des restes anthropiques. Les sondages de 2002 sont descendus jusqu'à 2 m de profondeur, avec la stratigraphie suivante :
Niveau 1
Remplissage argileux archéologiquement stérile, brun, très sec et compact, avec des cailloux calcaires hétérogènes et quelques blocs plus gros provenant de la voûte, beaucoup de matière organique (racines) et quelques morceaux de charbon de bois.
Niveau 2a, Protohistoire indéterminée
Le même remplissage argileux est rendu plus sombre par une plus grande quantité de charbon de bois. Le foyer 1 (niveau sous-jacent) a été abandonné et a commencé à se combler pendant cette période.
Niveau 2b, Protohistoire indéterminée
Structure de combustion en cuvette (foyer 1), avec du mobilier associé : tessons de céramique, esquilles osseuses. La cuvette est remplie d'une alternance successive de lentilles noires (charbon et cendres), blanches (blocs calcaires transformés en chaux) et rouges (terre rubéfiée).
Niveau 2c
Terre argileuse dont la couleur tend vers le rougeâtre, archéologiquement stérile.
Niveau 3, Néolithique final ou transition Néolithique ancien à moyen
Le substrat de remplissage est le même que celui du niveau 2c, mais des vestiges archéologiques apparaissent - dont de l'industrie lithique, des vestiges de faune, de la céramique et un foyer (foyer 2). Le remplissage du foyer, nomenclaturé comme sous-niveau 3b, montre des alternances d'occupations et de vidanges, mais la superficie du sondage est trTop petite pour en établir la succession. Ce foyer est daté à 3634-3387 ans cal. AP.
Niveau 4, Néolithique ancien
Terre argileuse brunâtre épais de 20 cm environ. Ce niveau contient un foyer (foyer 3) caractérisé par des cendres gris-blanc, au contact duquel apparaissent des vestiges archéologiques. Ce foyer inclut des charbons de bois et du calcaire réduit en chaux. Cette couche surmonte une autre couche faite d'argile rubéfiée d'épaisseur identique. Des charbons de ce niveau 4 sont datés à 4321-4074 ans cal. AP.

## Protection et dangers
L'« Ensemble des grottes et abris préhistoriques de la vallée de la Save » est classé comme monument historique depuis le 28 décembre 1972. Il s'agit des grottes situées sur la parcelle cadastrale A 49, pour les sites archéologiques nos 31295-1 à 5 AP, dans le bois de Saint-Martin. Le classement en monument historique n'inclut donc pas la grotte de Gouërris.
Des cavités archéologiques ont déjà été détruites par les activités des carriers qui ont perduré depuis le début du XXe siècle - par exemple « l'abri de la Save », reconnu en 1911,.

## Tourisme
Le site est déjà connu localement pour la randonnée, l'escalade et la pêche. Mais les communes de Montmaurin et Lespugue, le conseil départemental et la communauté de communes visent à ouvrir le site à la découverte et à la science en développant ses autres atouts ; car l'endroit est au centre du Comminges et offre une rare biodiversité en même temps qu'une tout aussi rare richesse archéologique et historique (période médiévale y comprise). La création d'un comité de pilotage du projet incluant le département, la communauté et les communes, est en cours. Son premier travail sera de réhabiliter la route qui suit le fond des gorges de la Save : à cause de sa dangerosité celle-ci est en effet fermée à toute circulation, même piétonne, depuis 2015 entre la D 9 et le passage à gué 300 m en aval du moulin de Notre-Dame. La nécessité de créer un lieu d'accueil est également en cours d'accomplissement début 2021, avec les négociations pour acquérir un bâtiment à l'entrée des gorges.

### Cartographie et aides pour la localisation
- Cailhol et al.   2019, p. 145 « Carte du contexte géologique régional et des sites archéologiques sur la commune de Montmaurin, à l'entrée des gorges de la Seygouade et dans celles de la Save à Lespugue » : carte complète des principales grottes de Montmaurin et de Lespugue.
- Langlais et al.   2010, p. 7, fig. 2 : photo de l'entrée de la grotte des Scilles montrant le remblai et la cheminée d'accès à l'étage supérieur.
- Langlais et al.   2010, p. 8, fig. 3 : coupe stratigraphique de la grotte des Scilles.